# Shenyang WS-10
Shenyang WS-10 (tiếng Trung: 涡扇-10; bính âm: Wōshàn-10; nghĩa đen 'turbofan-10'), còn có tên gọi Taihang theo Thái Hành Sơn, là một loại động cơ tuốc bin phản lực cánh quạt do Trung Quốc phát triển và chế tạo.
Theo truyền thông Trung Quốc đưa tin, đã có 266 động cơ được sản xuất từ năm 2010 đến năm 2012 để cung cấp cho máy bay chiến đấu Shenyang J-11. Theo ước tính không chính thức, Trung Quốc đã sản xuất hơn 300 đơn vi động cơ WS-10 tính đến tháng 5 năm 2015.

## Mô tả
Động cơ WS-10A được quảng cáo có khả năng tạo ra lực đẩy 120–140 kilônewtơn (27.000–31.000 lbf). Nó có hệ thống kiểm soát toàn phần kỹ thuật số FADEC (full authority digital engine control).

## Phát triển
Động cơ WS-10 là một phiên bản động cơ được phát triển từ động cơ phản lực CFM56 cùng với kinh nghiệm thu được từ chương trình động cơ tuốc bin phản lực WS-6 bị hủy bỏ từ những năm 1980. Dự án động cơ WS-10 được Đặng Tiểu Bình khởi đầu vào năm 1986 nhằm chế tạo một loại động cơ tương đương với Saturn AL-31. Công việc nghiên cứu được giao cho Viện nghiên cứu động cơ phản lực Thẩm Dương (Viện 606) thuộc Tập đoàn công nghiệp hàng không Trung Quốc (AVIC). Động cơ WS-10 có khả năng được phát triển dựa trên động cơ CFM-56II sử dụng trên dòng máy bay Airbus A320 (bản thân động cơ CFM-56II dựa trên động cơ General Electric F101 sử dụng trên máy bay ném bom Rockwell B-1 Lancer); những năm 1980 Trung Quốc đã mua được 2 động cơ CFM-56II trước khi bị phương Tây cấm vận vũ khí. Các động cơ ban đầu gặp vấn đề do sử dụng hệ thống điều khiển của động cơ AL-31. Ngoài ra, Salyut từ chối bán mã nguồn của động cơ, khiến Trung Quốc mất tới 20 năm để phát triển mã nguồn cho động cơ của riêng mình.
Động cơ WS-10A, được phát triển với mục tiêu đạt được lực đẩy tới 130 kilônewtơn (29.000 lbf), đã được phát triển từ năm 2002. Động cơ này đã được sử dụng trên máy bay chiến đấu J-8II vào năm 2002. Năm 2004, các nguồn tin từ Nga cho biết động cơ không đạt mức lực đẩy yêu cầu; năm 2005, cũng những nguồn tin này báo cáo động cơ WS-10A gặp vấn đề trong việc giảm trọng lượng máy nén sơ cấp và thứ cấp, ngoài vấn đề không tạo đủ lực đẩy.
Mô hình động cơ WS-10A đã được trưng bày lần đầu trong triển lãm hàng không vũ trụ Trung Quốc năm 2008.
Năm 2009, truyền thông phương Tây đưa ra nhận định WS-10A đã đạt được hiệu suất của động cơ AL-31, nhưng mất nhiều thời gian phát triển hơn AL-31.  Ngoài ra động cơ được báo cáo là chỉ có thể sản sinh ra 110–125 kilônewtơn (25.000–28.000 lbf) lực đẩy. Tháng 4 năm 2009, Lin Zuoming, người đứng đầu AVIC, đã cho biết chất lượng của động cơ là không đạt yêu cầu. WS-10A có độ tin cậy kém khi cà dược bảo trì sau 30 giờ bay, trong khi AL-31 chỉ phải bảo trì sau 400 giờ bay. Chất lượng của động cơ WS-10A đã phản ánh nền công nghiệp hàng không của Trung Quốc.
Động cơ WS-10A không đủ khả năng để cung cấp lực đẩy cho tiêm kích J-11B Block 02. Các vấn đề trong sản xất động cơ cũng khiến nó không thể trở thành động cơ cho J-10B. Năm 2018, truyền thông nhà nước Trung Quốc đưa tin tuổi thọ động cơ tăng từ 800 lên 1.500 giờ do khả năng chịu nhiệt của cánh tuabin đơn tinh thể thế hệ thứ ba đã được cải thiện.
Vào tháng 3 năm 2020, truyền thông nhà nước Trung Quốc đã công bố một đoạn video cho thấy một chiếc J-10C trang bị động cơ WS-10B.
Tháng 1 năm 2021, các kỹ sư Trung Quốc đã chế tạo được động cơ WS-10C đạt được hiệu năng của AL-31F, động cơ này được dự định sẽ trang bị cho tiêm kích thế hệ 5 J-20.

### WS-20 (WS-188)
Động cơ Shenyang WS-20 (WS-188) tỉ lệ đường vòng cao có lực đẩy 13,8 tấn. Động cơ được phát triển dựa trên động cơ WS-10A.
Động cơ Shenyang WS-20 lần đầu được trình diễn vào tháng 1 năm 2014, khi nó được trang bị thử nghiệm trên Il-76, và dự kiến sẽ trở thành động cơ trang bị cho máy bay vận tải chiến lược Y-20.

### Điều khiển vector lực đẩy
Phiên bản động cơ điều khiển vector lực đẩy TVC "WS-10B-3" được thử nghiệm trên máy bay tiêm kích J-10B trong triển lãm hàng không vũ trụ Trung Quốc năm 2018. Động cơ này tương tự như các động cơ TVC của General Electric và Pratt & Whitney, có miệng xả động cơ sử dụng hệ thống hỗ trợ truyền động làm chuyển động miệng xả có dạng "cánh hoa" (axisymmetric vectoring exhaust nozzle) (AVEN).

## Các phiên bản
- WS-10 - Nguyên mẫu
- WS-10A – trang bị hệ thống kiểm soát toàn phần kỹ thuật số FADEC;[3] tạo ra lực đẩy 120–140 kilônewtơn (27.000–31.000 lbf).[2]
- WS-10B – cải thiện độ tin cậy và lực đẩy, phát triển dựa trên WS-10A[23]
- WS-10B-3 – có hệ thống điều khiển vec tơ lực đẩy[21]
- WS-10C  – "Phiên bản nâng cấp"[24] với miệng xả có thêm các "răng" nhằm cải thiện tính năng tàng hình[21] và lưc đẩy tăng lên đạt 142 kilônewtơn (32.000 lbf).[25]
- WS-10G – Cũng có khả năng TVC[26] tạo lực đẩy 152–155 kilônewtơn (34.000–35.000 lbf) trong thử nghiệm;[3] dự kiến trang bị cho Chengdu J-20[26]
- WS-20 – động cơ tuốc bin phản lực sử dụng cho máy bay vận tải chiến lược Y-20; lực đẩy 138 kilônewtơn (31.000 lbf).[19]
- QD70 – động cơ tuốc bin khí dùng trong công nghiệp và cho tàu thủy.[27]

## Lắp đặt trên
WS-10
- Shenyang J-8II (thử nghiệm)[2]

WS-10A
- Chengdu J-10B (thử nghiệm)[14]
- Shenyang J-11B[28]
- Shenyang J-15[2]
- Shenyang J-16[2]

WS-10B
- Chengdu J-10C[16][29][30]
- Chengdu J-20[31]

WS-10B-3
- Chengdu J-10B (Trình diễn)[21]
- Chengdu J-20B (nguyên mẫu)[21]

WS-10C
- Chengdu J-20A (2019–nay)[21][32][17][33]